# Donkey Kong Country
Donkey Kong Country is een computerspel voor het Super Nintendo Entertainment System ontwikkeld in 1994 door het bedrijf Rare in samenwerking met Nintendo. Het spel had voor zijn tijd baanbrekende graphics, destijds bekend als ACM (Advanced Computer Modelling)-techniek. Hierbij werden op sterke computers gemaakte 3D-animaties omgezet in voor de Super Nintendo geschikte graphics. Het resultaat was voor die tijd ongekend en de graphics worden vaak als de beste beelden gezien, die op de Super Nintendo mogelijk waren. Het spel kende mede hierdoor, maar ook dankzij de kwalitatief hoogstaande gameplay, soundtrack en productiewaarden, een grote populariteit.
In het spel is de bananenvoorraad van Donkey Kong gestolen door de Kremlings, de onderdanen van King K. Rool. In dit avontuur gaat Donkey samen met zijn maatje Diddy op zoek naar de bananen en proberen ze te ontdekken wiens opdracht het was om deze te stelen. Hiervoor reizen zij door gebieden die verspreid liggen over heel Donkey Kong Island.
In de hoofdrollen van Donkey Kong Country, zien we:
- Donkey Kong: Deze aap had de hoofdrol in het gelijknamige spel uit 1981. In Donkey Kong Country werd DK van een nieuw uiterlijk voorzien. Hoewel normaal rustig van karakter, beschikt Donkey Kong over grote brute kracht. Hij gooit zonder moeite met houten vaten en kan als een levende bowlingbal vijanden omver rollen. Donkey Kong is groot, sterk en herkenbaar aan zijn rode stropdas (later met de gele letters DK erop). Hij woont met zijn vrienden en familie op Donkey Kong Island, een groot eiland in de vorm van zijn eigen hoofd. Daar hebben zij veel problemen met de Kremlings, een vijandige stam van krokodilachtige wezens.
- Diddy Kong: Diddy Kong zou graag net zo'n grote held willen zijn als zijn beste vriend en kijkt dan ook erg naar Donkey Kong op. Hij is Diddy's idool en grote voorbeeld. Waar Donkey Kong het moet hebben van zijn kracht, is Diddy voornamelijk snel en lenig. Hij springt hoger en loopt sneller, maar heeft wel meer moeite met het verslaan van sommige sterkere vijanden. Diddy is ook bekend om zijn radslag-aanval, waarmee hij vijanden omver kan rollen. Hij is stukken kleiner dan Donkey en bezit in tegenstelling tot de andere Kongs een lange staart. Daarnaast is hij herkenbaar aan zijn rode pet en shirt (later met gele sterren en Nintendologo erop). Diddy maakte zijn debuut in Donkey Kong Country. In de nacht dat de Kremlings Donkey Kongs bananen stalen, stond Diddy op wacht om ze te bewaken. Hij werd vrij snel overmeesterd en door de Kremlings in een houten vat opgesloten. Donkey bevrijdde Diddy eruit, waarna hij vastbesloten was om met Donkey Kong op avontuur te gaan en de bananen terug te krijgen. Samen met Donkey vormt Diddy een goed team. De speler kan gedurende het spel op ieder moment tussen de twee apen wisselen.

## Vrienden
De apen worden geholpen door diverse vrienden die onder andere tips geven en de Kongs op andere manieren van dienst zijn. Enkele van deze vrienden zijn:
- Cranky Kong, waarschijnlijk de aap uit de oorspronkelijke Donkey Kongspellen. Hij is de knorrige grootvader (in sommige andere games wordt hij als vader beschouwd) van de moderne Donkey Kong. Intussen is Cranky Kong oud en kijkt met veel weemoed terug op de tijden dat hijzelf de titelrol in de oude spellen speelde. Cranky kan dan ook lange verhalen vertellen over hoe videogames vroeger beter waren en heeft vaak veel te mopperen op de moderne spellen van tegenwoordige tijd. Tussen al Cranky's geklaag kunnen echter ook nuttige tips over het spel zitten. Vanwege zijn leeftijd heeft Cranky een lange witte baard, bril en een rimpelig gelaat. Hij draagt een grijs vest en loopt met een wandelstok, waarmee hij Donkey Kong soms een mep geeft. Hij is vaak te vinden in zijn hut, waar hij in zijn schommelstoel oude verhalen van vroeger oprakelt tegen bezoekers.
- Funky Kong, een surfvriend van Donkey Kong, die zelf niet zo van avonturen houdt. Wel runt hij een luchtvaartmaatschappij, waarmee Donkey en Diddy naar eerder bezochte werelden op het eiland kunnen reizen. Funky is vaak te vinden met een surfplank, draagt een zonnebril en loopt op slippers.
- Candy Kong, de vriendin van Donkey. Bij haar kun je de spelvoortgang opslaan. (In de GBA-versie heeft ze een mini-game, in plaats van het opslaan.) Ze heeft blond haar en draagt meestal roze kleding. Verder is ze een stuk langer dan Donkey en Diddy.

Donkey en Diddy krijgen af en toe ook hulp van enkele andere dieren, waaronder:
- Rambi, een neushoorn die met zijn kracht toegang tot verborgen gangen kan krijgen.
- Expresso, een struisvogel die hard kan lopen. Hij kan ook met zijn vleugels fladderen en daardoor zwevend vrij grote afstanden overbruggen door de lucht.
- Enguarde, een zwaardvis die met zijn puntige zwaard anderen vissen kan verslaan.
- Squawks, een papegaai die in het level Torchlight Trouble de omgeving verlicht.
- Winky, een kikker die zeer hoog en ver kan springen.

## Werelden
Donkey Kong Island is de thuisplaats van Donkey Kong, waar hij met zijn vrienden en familie woont. Het eiland is rijkelijk gevuld met jungles, maar kent daarnaast een grote variatie aan gebieden:
1. Kongo Jungle: De reis begint in Jungle Hijinx, waar de boomhut van Donkey Kong zich bevindt en de nog lege bananenvoorraadkamer. Voor luieren is echter geen tijd, want Donkey en Diddy hebben nog een heel avontuur voor de boeg. Het gebied is gevuld met grote jungles, waar het af en toe flink kan stormen. De eerste teruggevonden berg bananen wordt door een grote lachende bever bewaakt, Very Gnawty.
2. Monkey Mines: Een mijngebied met vele grotten. Sommige diepe mijnschachten zijn moeilijk te doorlopen, waardoor Donkey en Diddy zijn overgeleverd aan opgehangen platformen en slechte verlichting. In een mijnkarretje wordt door lange tunnels gereden, waar het erg oppassen is voor kapotte roestige rails, gaten en tegenliggers. Een grote gier, Master Necky, bewaakt de volgende berg bananen die gevonden wordt.
3. Vine Valley: Dit deel van het eiland is voornamelijk bedekt door naaldbossen. Sommige gebieden zijn alleen toegankelijk door aan lianen te slingeren of door zich met juiste route en snelheid te laten afvuren door kanonsvaten. Gnawty's bouwen er hun huizen in de boomtoppen. Wanneer de volgende grote berg bananen wordt gevonden, moeten Diddy en Donkey het tegen een grote wesp opnemen, Queen B.
4. Gorilla Glacier: De bergtoppen van Donkey Kong Island, waar altijd sneeuw ligt. Het is een gevaarlijk gebied waar het zicht verraderlijk kan worden belemmerd door sneeuwstormen. Gelukkig kunnen de Kongs schuilen in grotten, waarvan sommige compleet bevroren zijn. Hier is het wel oppassen voor gladde vloeren en touwen. In de donkerste grotten zal Squawks de papegaai het pad verlichten met zijn lantaarn. Bij de volgende bananenvoorraad worden Donkey en Diddy aangevallen door Really Gnawty.
5. Kremcroc Industries, Inc.: Waar de Kongs in harmonie met de natuur leven, nemen de Kremlings het hiermee niet zo serieus. Deze grote fabrieken zijn de restanten van de door Kremlings opgezette industrie. De veiligheidsvoorschriften zijn hier allang niet meer van toepassing. De elektriciteit valt regelmatig uit en overal zijn brandende metalen vaten te vinden. Het gebied is verder zwaar vervuild. Wanneer Donkey en Diddy alle vijanden verslaan die Dumb Drum op hen uitstrooit, kunnen zij de volgende berg bananen in ontvangst nemen.
6. Chimp Caverns: Deze locatie bestaat uit een stelsel van grotten. Deze zijn vaak erg slecht verlicht. Donkey en Diddy zullen wederom gebruik moeten maken van de aanwezige voorzieningen, zoals batterij aangedreven platformen en mijnkarretjes. Op sommige plaatsen kan het zicht belemmerd worden door hevige mist. Master Necky Senior wacht de apen op aan het einde van deze wereld.
7. Gangplank Galleon: In de loop van het avontuur komt een schip richting Donkey Kong Island gevaren, de Gangplank Galleon. Donkey en Diddy vermoeden dat de leider van de Kremlings weleens aan boord zou kunnen zijn. Het laatste gevecht met King K. Rool speelt zich aan boord van dit vlaggenschip af.

## Vervolgen
Donkey Kong Country kende diverse vervolgen en adaptaties voor andere systemen. Op de Super Nintendo volgden een tweede en derde deel in de Donkey Kong Country-reeks en voor de Game Boy verschenen drie delen van Donkey Kong Land, die doorgingen op het thema van de tegenhangers uit de Country-reeks.
In december 2010 is er een nieuwe game van Donkey Kong Country verschenen op de Nintendo Wii getiteld Donkey Kong Country Returns. Deze is gebaseerd op het concept van het eerste deel, maar is geen remake. In dit spel gaan Donkey en Diddy wederom op zoek naar de gestolen bananen, al zijn ze deze keer niet door de Kremlings gestolen. De vijandige Tiki hebben het deze keer op Donkey Kongs goudgele verzameling voorzien en hypnotiseren daarom verschillende dieren om het vuile werk op te knappen. Hun betovering heeft echter op Donkey en Diddy geen effect en ze trekken eropuit om de bananen weer terug te halen.
Februari 2014 werd dit spel vervolgd met Donkey Kong Country: Tropical Freeze, voor Nintendo Wii U. Donkey Kong Island wordt ingevroren door de Snomads, een stam van pooldieren die als Vikingen leven. Weggeblazen door een ijskoude wervelwind moeten Donkey, Diddy, Dixie en Cranky terug naar het eiland reizen, om af te rekenen met de Snomads en het eiland te heroveren.

### Heruitgave
In 2000 is Donkey Kong Country opnieuw uitgebracht op de Game Boy Color en in 2003 op de Game Boy Advance. Deze versies kenden een aantal wijzigingen ten opzichte van het origineel. De Super Nintendo-versie van het spel is beschikbaar voor de Virtual Console van de Nintendo Wii voor 800 Wii Points.
Lijst van Donkey Kong-spellen